# キッチンはマイステージ
『キッチンはマイステージ』は福原遥の1枚目のシングル。

## 概要
デビューシングル。福原が主人公の柊まいんを演じているNHK教育『クッキンアイドル アイ!マイ!まいん!』2009年度主題歌。ちなみに、作曲家の川田瑠夏が初めて作詞を担当した曲であり、料理の心得やアイドルになりたいヒロインの心を盛り込んだ歌詞を中心に、作品のイメージをストレートに具現化したものとなっている。
カップリング「ヤムヤム☆キャベツアー」はキャベツを題材にした曲で、当番組の第1話の挿入歌として使われたものである。初回盤のみDVD付き。1枚目のアルバム『クッキンアイドル アイ!マイ!まいん! まいん歌のレシピ1』には収録されていないが、日本コロムビアからリリースされた『コロちゃんパック クッキンアイドル アイ!マイ!まいん!』で、インスト共に収録されている。

## 売上
店着日の9/29付オリコンデイリーチャートで初登場10位を記録。

## 収録曲

### CD
1. キッチンはマイステージ
作詞：TOMBOW・川田瑠夏　作曲：川田瑠夏　編曲：橋本由香利
2. ヤムヤム☆キャベツアー
作詞：平見瞠　作曲・編曲：橋本由香利
3. キッチンはマイステージ(TV ver.)
4. ヤムヤム☆キャベツアー(TV ver.)
5. キッチンはマイステージ(inst.)
6. ヤムヤム☆キャベツアー(inst.)

### DVD
1. キッチンはマイステージ
2. キッチンはマイステージ(inst.、歌詞付き)